# Boyan Vodenitcharov
 (décembre 2012).
Si vous disposez d'ouvrages ou d'articles de référence ou si vous connaissez des sites web de qualité traitant du thème abordé ici, merci de compléter l'article en donnant les références utiles à sa vérifiabilité et en les liant à la section « Notes et références ».
Boyan Vodenitcharov, né le 22 septembre 1960 est un pianiste et compositeur bulgare.

## Biographie
Ayant déjà remporté le deuxième prix du Concours international Senegallia lorsqu’il rentre au Conservatoire d’État de Sofia en 1979, il obtient ensuite, entre autres, le troisième Prix au Concours international de piano Ferruccio-Busoni en 1981, le Premier Grand Prix de l'Union des Compositeurs Bulgare au concours national en 1982 et le troisième Prix au Concours international Reine Élisabeth en 1983. En 1986 et 1987, il obtient le « Fullbright Grant » pour se perfectionner auprès de Léon Fleischer au Peabody Conservatory de Baltimore.
De 1987 à 1991, il fut professeur de piano au Conservatoire d’État de Sofia. Il a ensuite enseigné le piano et la musique de chambre aux Conservatoires Royaux de Gand et de Liège. Actuellement, il est professeur de piano, pianoforte et d’improvisation au Koninklijk Conservatorium de Bruxelles.
En 2003, 2007 et 2010 il a été membre du jury du Concours international Reine Élisabeth.

## Carrière
Il a été acclamé aussi bien en Europe qu’aux États-Unis, au Canada ou au Japon. Plusieurs importants festivals comme le Festival de Flandre, le Festival de Wallonie, le Festival Ars Musica en Belgique, le Piano Festival d’Amsterdam, le Midem en France, etc. l’ont invité à se produire à nombreuses reprises.
On a pu apprécier ses qualités musicales dans autant de prestigieuses salles de concert que le Palais des Beaux-Arts de Bruxelles, le Concertgebouw d’Amsterdam, le Palais de la Musique de Strasbourg, la Salle Smetana de Prague, le Suntori Hall de Tokyo. Concertiste de renommée internationale, il a été accompagné par de nombreux orchestres, tels l’Orchestre national de Belgique, les orchestres philharmoniques de Liège et de Flandre, le Residentie Orkest de La Haye, le Schwerin Staatskapelle, le Philharmonique de Sofia, ou le Kärtner Sinfonie Orchester.
On remarque son engagement envers la création contemporaine, grâce à ses nombreuses exécutions de pièces d’aujourd’hui (souvent écrites spécialement pour lui), le cd Contemporary Bulgarian Piano Music pour le label Gega, ainsi que ses collaborations avec l’ensemble Musiques Nouvelles ou le chorégraphe Frédéric Flamand.
Depuis une vingtaine d’années, il s’intéresse aux instruments anciens comme le tangentenflügel ou le pianoforte. C’est sur ces instruments qu’il a enregistré pour PHI trois trios à clavier de Mozart ainsi qu’une sélection de sonates de Haydn. Chez Denon, on le retrouve aux côtés Ryo Terakado dans une intégrale de sonates pour violon et piano de Beethoven. Chez Flora, avec François Fernandez et Rainer Zipperling - dans des trios de Haydn, ainsi que des sonates pour violon et pianoforte et quatuors à clavier de Mozart. Il collabore également avec d’autres grands spécialistes de la musique ancienne comme Marcel Ponseele, Sigiswald Kuijken, Jan Vermeulen, Piet Kuijken.
À part ses activités d’instrumentiste, Boyan Vodenitcharov travaille également dans le domaine de la composition et l’improvisation. Plusieurs de ses œuvres ont été jouées en France, en Allemagne, en Belgique et en Bulgarie. En tant qu’improvisateur il collabore avec le pianiste de jazz Arnould Massart et le saxophoniste Steve Houben, son partenaire dans les cd Les valses paru chez Mogno music et Darker Scales paru chez Igloo.
Sa discographie récente comprend des pièces solo de Brahms (Bôsendorfer, 1880) et Debussy (Erard, 1910) pour le label Explicit !, des sonates de Mozart (Walter, 1795) pour Fuga Libera, ainsi qu’un projet de musique improvisée pour piano solo.